# Mereologie
Die Mereologie (von griechisch μέρος meros ‚Teil‘) ist ein Teilgebiet der Ontologie und der angewandten Logik und befasst sich mit dem Verhältnis zwischen Teil und Ganzem, dessen Untersuchung die gesamte Philosophiegeschichte begleitet.
Entwickelt wurde die moderne Mereologie im Kontext der Debatte um die Grundlegung der Mathematik. Dabei stellt sie auch einen alternativen Ansatz zur heute weitgehend akzeptierten Mengenlehre dar.
Topologische Begriffe wie Rand und Zusammenhang lassen sich mit mereologischen Mitteln untersuchen, woraus die Mereotopologie entsteht. Anwendungen finden sich im Bereich der künstlichen Intelligenz bei der Wissensrepräsentation.

## Geschichte
Eine erste mereologische Betrachtung finden wir in Platons Dialog Parmenides, in welchem Parmenides Sokrates die Schwierigkeiten, etwas als Eines zu bestimmen, auseinandersetzt.
Vor dem Aufkommen der Mengenlehre wurde in Mathematik und Metaphysik eher beiläufig über Teil und Ganzes nachgedacht. So beschäftigte sich z. B. Edmund Husserl im Zweiten Band seiner Logischen Untersuchungen von 1901 eingehend mit dem Verhältnis von Teil und Ganzem – dies ohne formale Mittel. Grundlegende Definitionen und Sätze sind dort aber bereits zu finden. So führte er bspw. bereits einen vollständigen Transitivitätsbeweis für die von ihm verwendete Teilbeziehung. Seine Ergebnisse wendete Husserl anschließend auf grammatikalische Problemstellungen an.
Bereits einige Jahre zuvor entstanden aber auch formale Arbeiten zu dieser Thematik, die allerdings in eine andere Richtung gingen: So entwickelten Georg Cantor und später auch Gottlob Frege gegen Ende des 19. Jahrhunderts die ersten Grundzüge der modernen Mengenlehre. Erklärtes Ziel dieser Arbeiten war weniger die reine Beschäftigung mit Teil-Ganzes-Beziehungen, als die Suche nach einem System, auf dem die damalige Mathematik aufbauen könnte. Diese – noch nicht axiomatisierte – Theorie machte zwar einen wichtigen Schritt in Richtung einer formalen Basis der Mathematik, warf aber noch grundlegende Probleme auf: So entdeckte Bertrand Russell 1902 bei der Betrachtung der Menge aller Mengen, die sich nicht selbst als Element enthalten einen Widerspruch in dieser ersten Theorie. Dieser Widerspruch wird heute als Russellsche Antinomie bezeichnet und trug dazu bei, dass die Mengenlehre zunächst auf wenig Anerkennung stieß. Vielmehr hatte Russell deutlich gemacht, dass für eine widerspruchsfreie Mengenlehre ein Axiomensystem nötig war.
Einen damals wenig beachteten Vorschlag in diese Richtung machte der polnische Mathematiker Stanisław Leśniewski. Als Reaktion auf das Russellsche Problem entwickelte er Anfang des 20. Jahrhunderts „eine allgemeine Theorie der Klassen und Mengen“, die er anfangs noch als allgemeine Mengenlehre bezeichnete, später aber in „Mereologie“ umbenannte. Ziel seiner Arbeiten war eine alternative Grundlegung der Mathematik, um den genannten Widerspruch zu umgehen. Dazu verzichtete er auf die Einführung von abstrakten Mengen, die sich auf einer anderen Ebene als die Elemente selbst befinden. Stattdessen betrachtete er Teil und Ganzes als „Gegenstände derselben ontologischen Kategorie“, nämlich als konkrete Gegenstände.
Um dies zu formalisieren, stellte er ein eigenes logisches System auf, das eine grundlegend andere Herangehensweise darstellt, als die bisher verwendeten Kalküle. Neben der Tatsache, dass Leśniewski seine Ergebnisse ausschließlich in polnischer Sprache veröffentlichte, trug auch die geringe Bekanntheit dieses Systems dazu bei, dass seine Theorie anfangs keine große Verbreitung erlangen konnte. So publizierte er zwischen 1916 und 1931 mehrere Arbeiten zu seiner Mereologie, letztlich konnte sich aber das parallel entwickelte axiomatisch-mengentheoretische ZF-System von Ernst Zermelo und Abraham Fraenkel als allgemein anerkannte Grundlage der Mathematik durchsetzen.
Dennoch wurden mereologische Ansätze weiterverfolgt. So formulierten die Philosophen Henry S. Leonard und Nelson Goodman 1940 Leśniewskis Ansatz in klassischer Prädikatenlogik erster Stufe und forschten auch darüber hinaus zu diesem Thema.
In jüngerer Zeit wurden mereologische Themen in der Metaphysik verstärkt aufgegriffen. Bekannte Autoren sind Peter Simons, Peter van Inwagen und David Lewis. Einige bekannte Probleme und Positionen werden im Abschnitt Metaphysik näher behandelt.
Obwohl außerhalb der Fachliteraturen über Metaphysik und künstliche Intelligenz selten erwähnt, beschäftigte sich der Philosoph David Lewis in seinem 1991 erschienenen Werk Parts of Classes mit Mereologie.

## Axiomatisierung klassischer mereologischer Systeme
Seit Leśniewskis erster formaler Beschreibung einer Mereologie wurden viele weitere Ansätze in ähnliche Richtungen unternommen. Der britische Philosoph Peter Simons hat vier grundlegende Eigenschaften herausgearbeitet, die jede Theorie über echte Teil-Ganzes-Beziehungen erfüllen bzw. fordern muss. Da es zum grundlegenden Verständnis nicht unbedingt nötig ist, wird hier auf eine genauere Darstellung der vierten Eigenschaft („Falsehood“) verzichtet. Die folgenden Notationen folgen grob Simons Darstellungen in seinem Buch Parts. A Study in Ontology.
Damit eine Theorie über Mereologie – und ganz allgemein über logische Überlegungen – eindeutig notiert werden kann, ist es hilfreich einige Zeichen zu definieren. Mit Hilfe dieser Symbole können Eigenschaften und Bedingungen der Theorie einfacher dargestellt werden. Die Symbole für die Konjunktion ({\displaystyle \land }), Disjunktion ({\displaystyle \vee }), den Folgepfeil ({\displaystyle \longrightarrow }), den Allquantor ({\displaystyle \forall }), den Existenzquantor ({\displaystyle \exists }), die Identität ({\displaystyle \approx }), sowie die Negation ({\displaystyle \lnot }) werden dabei als bekannt vorausgesetzt.
Zunächst definieren wir eine echte Teilbeziehung oder -relation. Mit {\displaystyle x\ll y} soll ausgedrückt werden, dass {\displaystyle x} ein echter Teil von {\displaystyle y} ist. Der Zusatz „echt“ schließt aus, dass {\displaystyle x} und {\displaystyle y} identisch sind. Dies impliziert direkt die erste Eigenschaft, die Simons als „Asymmetrie“ bezeichnet:
{\displaystyle \forall x,y(x\ll y\longrightarrow \lnot \left(y\ll x\right))}
In Worten: Wenn {\displaystyle x} ein echter Teil von {\displaystyle y} ist, dann ist {\displaystyle y} nicht ein echter Teil von {\displaystyle x}.
Die zweite Eigenschaft fordert, dass die Relation transitiv ist, also:
{\displaystyle \forall x,y,z(x\ll y\land y\ll z\longrightarrow x\ll z)}
In Worten: Wenn {\displaystyle x} ein echter Teil von {\displaystyle y} ist und {\displaystyle y} ein echter Teil von {\displaystyle z} ist, dann ist {\displaystyle x} auch ein echter Teil von {\displaystyle z}.
Für die dritte Eigenschaft definieren wir zunächst, wann sich {\displaystyle x} und {\displaystyle y} überlappen. Dies ist offensichtlich der Fall, wenn {\displaystyle x} und {\displaystyle y} identisch sind, oder wenn {\displaystyle x} ein echter Teil von {\displaystyle y} ist, oder wenn {\displaystyle y} ein echter Teil von {\displaystyle x} ist, oder wenn es ein {\displaystyle w} gibt, das ein echter Teil von {\displaystyle x} und von {\displaystyle y} ist. In Symbolen ergibt sich:
{\displaystyle x\approx y\vee x\ll y\vee y\ll x\vee \exists w(w\ll x\land w\ll y)}
Diese Eigenschaft wollen wir mit {\displaystyle x\circ y} bezeichnen. Damit können wir die letzte Forderung formulieren, die Simons als Ergänzung („Supplementation“) bezeichnet:
{\displaystyle \forall x,y(x\ll y\longrightarrow \exists z(z\ll y\land \lnot \left(z\circ x\right)))}
Neben jedem echten Teil {\displaystyle x} von {\displaystyle y} muss es also noch einen weiteren echten Teil geben, der mit dem ersten nicht überlappt.
Mithilfe dieser Zeichen, Definitionen und Axiome können mereologische Überlegungen exakt und präzise dargestellt werden, so dass mögliche Fehler und Ungenauigkeiten schnell entdeckt werden können. So können sie dabei helfen, komplizierte Theorien unmissverständlich darzustellen. Allerdings haben solche formalen Systeme auch Grenzen: Gerade ungewöhnliche neue Theorien werden häufig erst verständlich, wenn die Formeln mit Worten ausgedrückt – wie hier auch geschehen – oder mit Beispielen veranschaulicht werden.

## Metaphysik
Neben den formalen Fragen nach einer Axiomatisierung und dem Vergleich verschiedener Ansätze existieren in der Metaphysik noch andere Problemstellungen. Die fraglichen Objekte sind in diesem Zusammenhang zusammengesetzte Objekte (häufig auch „komplexe Objekte“ oder „komplexe Substanzen“ genannt). Wann setzen Objekte sich zu etwas zusammen? Wann sind zwei zusammengesetzte Objekte identisch? Und ganz allgemein, was ist Zusammensetzung?
Über diese und weitere Fragen soll nun ein kleiner Überblick gegeben werden. Da noch keines dieser Themen eine erschöpfende und allseits akzeptierte Analyse erfahren hat, können hier lediglich die Grundproblematiken und einige populäre Lösungsvorschläge vorgestellt werden, ohne jeglichen Anspruch auf Korrektheit oder Widerspruchsfreiheit.

### Die Frage nach der Zusammensetzung
Der Begriff „Zusammensetzung“ scheint auf den ersten Blick klar: Mehrere (kleinere) Teile setzen ein (größeres) Ganzes zusammen, so wie z. B. eine Schulklasse aus ihren Schülern besteht oder ein Fußball aus den einzelnen Flicken, die miteinander vernäht sind. Doch so simpel solche Beispiele erscheinen, so kompliziert wird der Begriff bei einer genaueren Analyse. So stellt der deutsche Philosoph Johannes Hübner die Frage nach der Zusammensetzung folgendermaßen: „Unter welchen Bedingungen bilden verschiedene Substanzen eine komplexe Substanz?“ (Vergleiche damit auch die bereits zuvor gestellte „Special Composition Question“ von van Inwagen) Offensichtlich scheinen wir bereits ein intuitives Alltagsverständnis (im Englischen häufig auch „common sense“ genannt) von komplexen Objekten zu besitzen. So entscheiden wir üblicherweise, dass die Schüler ihre Klasse zusammensetzen, das Reichstagsgebäude in Berlin und die Hamburger Elbphilharmonie gemeinsam aber kein komplexes Objekt zusammensetzen. An welchen Kriterien wir diese Unterscheidung festmachen, scheint aber nicht mehr so einfach benennbar.
Allgemein gibt es viele verschiedene Möglichkeiten, auf diese Frage zu antworten. Drei bekannte Hauptpositionen, die nachstehend genauer beschrieben werden, sind nach Johannes Hübner die folgenden:
1. Der mereologische Nihilismus oder Atomismus.
2. Das Prinzip der uneingeschränkten Summenbildung (Mereologischer Universalismus).
3. Moderate Mischpositionen, die komplexe Substanzen in bestimmten Fällen annehmen und in anderen leugnen.[12]

#### Mereologischer Nihilismus
Die erste Antwort leugnet die Existenz von komplexen Substanzen. Keine Substanzen bilden unter welchen Bedingungen auch immer eine komplexe Substanz. Die offensichtliche Diskrepanz zwischen dieser Position und unserem Alltagsverständnis wird häufig folgendermaßen gelöst: Wenn wir in unserer Alltagssprache von einem – so denken wir fälschlicherweise – zusammengesetzten Objekt sprechen, meinen wir tatsächlich eine Ansammlung von mereologischen Atomen, die in der dem Objekt entsprechenden Weise, angeordnet sind. Ein Wohnhaus ist also nichts anderes als hausartig angeordnete mereologische Atome.
Mit mereologischem Atom ist dabei ein Objekt gemeint, das nur einen einzigen Teil besitzt, nämlich sich selbst. Solche Objekte werden also mereologisch als unteilbar angesehen und sind somit die einzigen Objekte, die nicht zusammengesetzt sind. Dieser Begriff fällt offensichtlich nicht notwendigerweise mit dem naturwissenschaftlichen Begriff des Atoms zusammen (denn Atome haben Teile), aber auch nicht mit dem der aktuell anerkannten Elementarteilchen (denn diese könnten sich in Zukunft als zusammengesetzt herausstellen). Im Einzelnen hängt es von dem mereologischen und damit dem ontologischen Programm bzw. Anspruch des Autors ab, welche Objekte er als mereologisch unteilbar bezeichnet. So ist es z. B. auch möglich, die Ebene der physikalischen Atome als unterste Ebene anzusehen, um seine Untersuchungen auf die übergeordneten Ebenen zu konzentrieren.
Auf diese Weise werden unsere alltagssprachlichen Ausdrücke als Abkürzungen umgedeutet und die Rede von zusammengesetzten Objekten so vermieden.

#### Prinzip der uneingeschränkten Summenbildung
Die zweite Antwort vertritt in gewisser Weise genau die entgegengesetzte Position zur ersten: Beliebige Objekte bilden unter beliebigen Bedingungen genau eine komplexe Substanz. Auch diese Ansicht steht im Widerspruch zu unserem Alltagsverständnis, da sie Objekte wie das oben genannte aus Reichstagsgebäude und Elbphilharmonie zusammengesetzte zulässt. Es werden also überaus viele – intuitiv unnötige – Existenzannahmen gemacht, weshalb dieser Position häufig vorgeworfen wird, dass sie „ontologisch verschwenderisch“ sei.
Gegen diesen Vorwurf wird oftmals folgendes Argument bemüht: Wir besitzen für das oben genannte ungewöhnliche Objekt zwar keinen Namen und beachten es in unserem Alltag auch nicht. Aber dies ist kein Argument dagegen, dass das Objekt nicht dennoch existiert. Zur Verdeutlichung dieses Arguments expliziert Hübner eine Analogie, die ursprünglich von David Lewis stammt:

„Angesichts eines ausgeräumten Zimmers [halten wir] die Aussage ‚Das Zimmer ist ganz leer, kein einziger Gegenstand ist darin‘ für wahr […] und monieren [nicht], es sei doch eine Menge Stickstoff und Sauerstoff da.“

Die Stickstoff- und Sauerstoffatome blenden wir also kurzzeitig aus, da sie uns in der gegebenen Situation als nicht relevant erscheinen. Dennoch würde niemand behaupten, dass die Atome nicht da sind, nur weil wir gerade nicht über sie sprechen. Analog sprechen wir über ungewöhnliche Objekte aus zwei räumlich getrennten Bestandteilen meist nicht, können daraus aber nicht ableiten, dass sie gar nicht erst existieren.
Neben diesem ersten Einwand existiert noch ein weiteres populäres Argument für das Prinzip der uneingeschränkten Summenbildung: Die These der ontologischen Unschuld der Mereologie von David Lewis. Kurz zusammengefasst besagt die Unschuldsthese, dass das Prinzip der uneingeschränkten Summenbildung keine weiteren ontologischen Verpflichtungen impliziert. Grundlage dieses Arguments ist die Überlegung, dass Zusammensetzung mit Identität gleichgesetzt wird. Das zusammengesetzte Objekt, das aus den Objekten {\displaystyle A} und {\displaystyle B} besteht, ist also identisch mit {\displaystyle A} und {\displaystyle B} zusammen – ohne jegliche andere Relation oder Beziehung der Objekte untereinander. Wird die Existenz von {\displaystyle A} angenommen und die Existenz von {\displaystyle B} angenommen, muss zwingend auch die Existenz von {\displaystyle A} und {\displaystyle B} zusammen angenommen werden. Damit existiert das zusammengesetzte Objekt aus {\displaystyle A} und {\displaystyle B}, es wird aber keine weitere ontologische Existenzannahme gemacht, als die Existenz von {\displaystyle A} allein und von {\displaystyle B} allein – und, dass diese beide Objekte existieren, steht außer Frage.
Dieses Argument ist einerseits sehr einfach, führt aber zu einem Ergebnis, das unserer Intuition sehr zuwiderläuft. Wir nehmen die Existenz eines scheinbar neuen Objektes an, ohne dass sich dadurch die Gesamtzahl der Objekte im Szenario vermehrt. Diese Kuriosität resultiert aus der These, dass Zusammensetzung nichts anderes als Identität ist. Diese Annahme ist recht umstritten und wird, auch deshalb, in verschiedenen Formen der Abschwächung vertreten. Ob eine dieser Formen letztlich überzeugen kann, ist fraglich und Gegenstand aktueller Debatten. Hübner kritisiert die Unschuldsthese und kommt zu dem Schluss, dass sie nicht vertretbar ist. Andere Autoren, wie David Lewis oder David Armstrong argumentieren dagegen für die ontologische Unschuld der Mereologie.

#### Mischpositionen
Die beiden bisher präsentierten Antworten stellen Extremformen dar. Unser alltägliches Verständnis befindet sich irgendwo dazwischen: Manche Objekte setzen etwas zusammen, andere nicht. Auch einige Philosophen haben sich zwischen Nihilismus und uneingeschränkter Summenbildung positioniert. Zwei solche Positionen sollen nun kurz vorgestellt werden.
Der amerikanische Philosoph Peter van Inwagen hat sich umfassend mit Mereologie beschäftigt und die sehr bekannt gewordene „Special Composition Question“ formuliert. Ähnlich wie Hübner – aber einige Jahrzehnte vor ihm – fragt er damit nach den Bedingungen, die darüber entscheiden, welche Objekte komplexe Objekte bilden und welche nicht. Doch anders als Hübner (wie wir gleich sehen werden) beantwortet van Inwagen die Frage sehr einfach und klar: Mehrere Dinge setzen ein komplexes Objekt zusammen genau dann, wenn die Aktivitäten dieser Dinge „ein Leben konstituieren“. Somit sind nur lebende Organismen komplexe Substanzen, alle anderen Objekte, von deren Existenz wir im Alltag typischerweise ausgehen, wie z. B. Steine und Autos, sind nicht zusammengesetzt. Diese Position ist – wie die Frage – sehr bekannt geworden, wurde im Laufe der Zeit aber auch kritisiert, verändert und verworfen.
Hübner stellt seine Frage nach der Zusammensetzung in der Tradition van Inwagens, relativiert sie aber, um eine differenziertere Antwort zuzulassen. So unterteilt Hübner komplexe materielle Objekte in vier verschiedene Arten: Massen, Körper, Artefakte und Lebewesen bzw. Organismen. So muss er nicht eine allgemeingültige Lösung finden, sondern kann vier verschiedene Antworten für die vier Arten geben. Bzgl. der letzten Art von Objekten schließt er sich van Inwagens Position weitestgehend an, die anderen Teilfragen behandelt er gesondert und kommt zu differenzierten eigenen Ergebnissen.
Diese beiden Positionen sind nur ein kleiner Einblick in die aktuelle Debatte zu diesem Thema. Verschiedenste andere Fragen und Antworten sind denkbar und wurden auch bereits vorgestellt und umfassend diskutiert. Gerade neue Erkenntnisse aus der Physik, im Speziellen der Quantenmechanik, liefern auf diesem Gebiet ständig neue Probleme und Ansätze. Eine allgemein akzeptierte Theorie scheint also nicht in greifbarer Nähe.

#### Ein Beispiel

Beispiel zur Frage nach der Zusammensetzung

Um die obigen Positionen in einem kleinen Beispiel zu verdeutlichen, sei auf das rechts stehende Bild verwiesen. In diesem Szenario existieren die drei mereologischen Atome {\displaystyle A}, {\displaystyle B} und {\displaystyle C}. Ansonsten ist der betrachtete Raum leer. Ferner hängen die Objekte {\displaystyle A} und {\displaystyle B} so zusammen, dass eine Kraft, die auf eines der Objekte wirkt, immer auch gleichsam auf das andere wirkt. Die Frage lautet nun: Wie viele Objekte existieren in diesem Raum?
Die erste Position, der Nihilismus, akzeptiert die Existenz der drei mereologischen Atome und macht ansonsten keine weiteren Existenzannahmen. Dass {\displaystyle A} und {\displaystyle B} zusammenhängen, ist für diese Position irrelevant, es gibt also drei Objekte im Raum.
Unserer Intuition gemäß würden wir wahrscheinlich das Objekt, das aus {\displaystyle A} und {\displaystyle B} besteht (nennen wir es {\displaystyle AB}) als ein weiteres Objekt hinzuzählen, da die beiden mereologischen Atome ja miteinander verbunden sind. Damit wären es vier Objekte.
Vertreter des Prinzips der uneingeschränkten Summenbildung nehmen ebenso die Existenz der drei Atome an. Zusätzlich postulieren sie aber auch die Existenz von allen möglichen Kombinationen, also die Summe aus {\displaystyle A} und {\displaystyle B}, sowie die Summe aus {\displaystyle B} und {\displaystyle C}, als auch die Summe aus {\displaystyle A} und {\displaystyle C}, sowie zuletzt die Summe aus {\displaystyle A} und {\displaystyle B} und {\displaystyle C}. Insgesamt wären es also sieben Objekte. Nun kommt aber noch das Objekt {\displaystyle AB} hinzu: Ist die Summe aus {\displaystyle A} und {\displaystyle B} identisch mit dem Objekt {\displaystyle AB}? Die Summe existiert gemäß der uneingeschränkten Summenbildung ja sowieso und könnte prinzipiell auch räumlich zerstreut sein (wie bspw. bei {\displaystyle A} und {\displaystyle C}). Das Objekt {\displaystyle AB} dagegen existiert nur, weil die beiden Einzelobjekte miteinander verbunden sind, wären sie getrennt würden wir die Existenz von {\displaystyle AB} gar nicht in Betracht ziehen. Somit könnte man argumentieren, dass die Summe aus {\displaystyle A} und {\displaystyle B} und das Objekt {\displaystyle AB} unterschiedlich sind und es somit insgesamt acht Objekte gibt.
Die Antwort auf die Frage scheint also alles andere als eindeutig zu sein – und veranschaulicht so die Unterschiede und Probleme der einzelnen vorgestellten Positionen.

### Zusammensetzung und Identität
Die Frage nach der Identität im Zusammenhang mit Zusammensetzung wurde im vorherigen Abschnitt bei der These der ontologischen Unschuld der Mereologie ja bereits angesprochen. Ein bekanntes Beispiel zu diesem Thema ist das Paradoxon von Theseus, auch Schiff des Theseus genannt, das erstmals bereits in der Antike von Plutarch beschrieben wurde. Die Grundproblematik lässt sich folgendermaßen zusammenfassen:
Ein Seefahrer beginnt eine Reise mit seinem Schiff (des Theseus), das aus Holzplanken besteht. Mit der Zeit werden die Planken morsch und müssen vom Seemann nach und nach ausgewechselt werden. Im Laufe der Fahrt werden so sämtliche Planken ausgewechselt, sodass am Ende der Reise kein Bauteil des ursprünglichen Schiffes mehr übrig ist. Die entscheidende Frage ist nun, ob das Schiff, mit dem die Reise begonnen wurde, und das Schiff, mit dem sie beendet wurde, identisch sind.
Wird die Frage positiv beantwortet, könnte entgegnet werden, dass die beiden Schiffe doch aus völlig unterschiedlichen Teilen bestehen und also nicht identisch sein können. Werden die Schiffe dagegen als unterschiedlich angesehen, bleibt die Frage, ab wann das erste Schiff aufhörte zu existieren. Bereits als die erste Planke ausgewechselt wurde oder erst später? Auf den ersten Blick scheint das Problem nicht eindeutig lösbar.
Eine Erweiterung des Paradoxons lieferte der britische Philosoph Thomas Hobbes. Er fragte was passiere, wenn die ursprünglichen Planken des Schiffes – nachdem sie durch neue ersetzt wurden – parallel zu einem neuen Schiff zusammengesetzt würden. Dann stellt sich die Frage, welches der beiden neuen Schiffe den Namen Schiff des Theseus tragen sollte. Darauf gibt es vier grundlegende Antwortmöglichkeiten:
1. Das Schiff, das aus den neuen Planken besteht, ist das Schiff des Theseus.
2. Das Schiff, das aus den ursprünglichen Planken besteht, ist das Schiff des Theseus.
3. Beide Schiffe sind das Schiff des Theseus.
4. Keines der Schiffe ist das Schiff des Theseus.[26][27]

Aus mereologischer Sicht ergibt sich daraus die interessante Frage, wann zwei zusammengesetzte Objekte identisch sind: „So ist man gewöhnlich geneigt, einen goldenen Ring von der Menge Gold, aus der er sich zusammensetzt, zu unterscheiden“. Schmilzt man den Ring ein, so setzen sich der entstandene Goldklumpen, wie auch der ursprüngliche Ring, aus denselben Teilen zusammen. Aus denselben Teilen zusammengesetzt zu sein, scheint also keine ausreichend starke Forderung für Identität darzustellen. Auf der anderen Seite existieren in der erweiterten Geschichte vom Schiff des Theseus zwei Schiffe, die aus völlig unterschiedlichen Holzplanken bestehen. Dennoch ist es nicht unmittelbar von der Hand zu weisen, dass beide Schiffe zu Recht den Namen Schiff des Theseus tragen – und damit identisch wären. In diesem Beispiel ist die Forderung nach identischen Teilen also bereits zu stark.
Ein möglicher Weg aus diesem Dilemma, der in der heutigen Forschung häufig eingeschlagen wird, ist der sogenannte Vierdimensionalismus. Grob zusammengefasst erhält in dieser Theorie jedes räumliche Objekt unserer (dreidimensionalen) Welt eine vierte Dimension, nämlich eine zeitliche. Vierdimensional betrachtet ist ein Auto zum Zeitpunkt {\displaystyle t_{1}} also keinesfalls identisch mit demselben Auto zu einem späteren Zeitpunkt {\displaystyle t_{2}}. Dies ist gänzlich unabhängig davon, ob Teile des Autos in der Zwischenzeit ersetzt oder entfernt wurden. Allein dadurch, dass sich das Auto in seiner vierten Dimension verändert hat (da {\displaystyle t_{1}\neq t_{2}}), können die beiden Objekte nicht identisch sein.
Eine andere Lesart des Vierdimensionalismus betrachtet das Auto zum Zeitpunkt {\displaystyle t_{1}} und das Auto zum Zeitpunkt {\displaystyle t_{2}} als verschiedene Zeitscheiben eines übergeordneten Objektes. So wird deutlich, dass die beiden Zeitscheiben (also die Autos) selbst dreidimensionale Objekte sind und nur durch ein vierdimensionales Objekt miteinander verbunden sind. Mithilfe dieser Theorie scheint die Forderung nach identischen Teilen zunächst also ausreichend stark zu sein.
Auf den Goldring bezogen bedeutet dies, dass der Klumpen und der Ring nicht identisch sein können, da sie zu unterschiedlichen Zeiten existieren und damit aus unterschiedlichen Teilen bestehen. Für das erweiterte Paradoxon des Theseus lässt sich mit dieser Überlegung ebenfalls ein Lösungsvorschlag formulieren: Das ursprüngliche Schiff des Theseus zum Beginn der Reise (Zeitpunkt {\displaystyle t_{0}}) nennen wir {\displaystyle S_{0}}. Nun nimmt man „von Anfang zwei Schiffe an, deren erster zeitlicher Teil {\displaystyle S_{0}} ist“. Das eine Schiff ({\displaystyle A}) wird zu allen späteren Zeitpunkten des Szenarios durch das Schiff manifestiert, aus dem Planken entfernt werden. Das andere Schiff ({\displaystyle B}) dagegen existiert erst wieder am Ende der Reise (Zeitpunkt {\displaystyle t_{1}}) und zwar als das Objekt, das aus den alten Planken zusammengesetzt wird. Da {\displaystyle S_{0}} sowohl Teil von {\displaystyle A}, als auch von {\displaystyle B} ist, können beide Schiffe auch zu Recht als Schiff des Theseus bezeichnet werden.
Nun ist der Vierdimensionalismus in der besprochenen Debatte nicht unumstritten. Im konkreten Fall des Schiffes des Theseus wird z. B. angeführt, dass bei einer Vernichtung des Schiffes kurz nach Beginn der Reise keine weiteren (vierdimensionalen) Teile der beiden Schiffe A und B mehr existieren. Somit bestehen sowohl {\displaystyle A}, als auch {\displaystyle B} ausschließlich aus {\displaystyle S_{0}}. Damit haben {\displaystyle A} und {\displaystyle B} aber exakt die gleichen Teile und müssten also identisch sein. Dies widerspricht aber der ersten Annahme, dass bereits zum Zeitpunkt {\displaystyle t_{0}} zwei Schiffe existieren.
Ganz allgemein lässt sich gegen diesen Lösungsvorschlag aber auch einwenden, dass dadurch ein einfaches und nahezu alltägliches Problem nur auf sehr komplexe Art und Weise und unter Hinzuziehung einer umfassenden Theorie gelöst werden kann. Insofern scheint das Paradoxon des Theseus sicherlich noch nicht vollständig gelöst zu sein und wird wohl auch weiterhin Mittelpunkt vieler Debatten sein.

## Mereologie und natürliche Sprache
Das Verständnis der Mereologie wird durch den Umstand erschwert, dass der Ausdruck "Teil von" in natürlichen Sprachen oft in mehrdeutiger Weise gebraucht wird. Dies braucht keine Schwierigkeiten zu bereiten, wenn Mereologie lediglich dazu dienen soll, logischen Überlegungen eine Nuance hinzuzufügen. Es ist jedoch zweifelhaft, ob und wie sich bestimmte Ausdrücke aus natürlicher Sprache in mereologische Prädikate übersetzen lassen.
Harry Bunt behandelt in seiner Untersuchung der Semantik natürlicher Sprachen die Frage der mereologischen Perspektive auf Sachverhalte wie den Unterschied zwischen Masse und Anzahl und grammatischem Aspekt.

### Weiterführende Literatur
- Harry Bunt: Mass Terms and Model-Theoretic Semantics. Cambridge Univ. Press, 1985.
- R. Casati, A. Varzi: Parts and Places: The Structures of Spatial Representation. MIT Press, 1999.
- Itamar Francez, Andrew Koontz-Garboden, A Note On Possession and Mereology in Ulwa Property Concept Constructions. In: Natural Language and Linguistic Theory. Vol. 24-1, 2016, S. 93–106.
- Nelson Goodman: The Structure of Appearance. Harvard Univ. Press, 1951.
- Edmund Husserl: Logische Untersuchungen. Zweiter Teil: Untersuchungen zur Phänomenologie und Theorie der Erkenntnis. 1901.
- Stanisław Leśniewski: Grundzüge eines neuen Systems der Grundlagen der Mathematik. In: Fundamenta Mathematicae. XIV, 1929, S. 1–81.
- Richard Milton Martin: Metaphysical Foundations. Mereology and Metalogic. Philosophia Verlag, 1988.
- Lothar Ridder: Mereologie. Ein Beitrag zur Ontologie und Erkenntnistheorie. Klostermann, 2002, ISBN 978-3-465-03168-0.
- Peter Simons: Parts. A Study in Ontology. Oxford Univ. Press, 1987.
- Alfred North Whitehead: Prozeß und Realität: Entwurf einer Kosmologie. Suhrkamp, 1987.